# Andrew Davis
Andrew Davis   (Ashridge, 2 de febrer de 1944 - Chicago, 20 d'abril de 2024), conegut formalment com a Sir Andrew Frank Davis CBE, va ser un director d'orquestra anglès. Va ser el director musical i director principal de l'Òpera Lírica de Chicago, director en cap de l'Orquestra Simfònica de Melbourne i director emèrit de l'Orquestra Simfònica de Toronto i de l'Orquestra Simfònica de la BBC.

## Biografia
Nascut a Ashridge, Hertfordshire, fill de Robert J. Davis i Florence Joyce (nascuda Badminton), Davis va créixer a Chesham, Buckinghamshire i a Watford. Davis va assistir a l'Escola de Gramàtica de Watford, on estudia clàssiques, en els seus sis anys de durada. El seu treball musical d'adolescent inclou tocar l'orgue en el Teatre Palace de Watford. Davis va estudiar després a la Royal Academy of Music i en el King's College de Cambridge, on va ser becari d'orgue, graduat el 1967. Més tard va estudiar direcció d'orquestra a Roma amb Franco Ferrara.

## Carrera
El primer lloc important de Davis va ser com a director associat de l'Orquestra Simfònica de la BBC escocesa, començant el 1970. El 1975 va ser nomenat director musical de l'Orquestra Simfònica de Toronto (TSO). Va mantenir el lloc fins al 1988 i llavors va prendre el títol de Director Emèrit.
El 1988, Davis va ser nomenat director musical del Festival de Glyndebourne, on va conèixer la soprano americana Gianna Rolandi, qui es convertiria en la seva tercera dona. Davis va concloure el seu treball a Glyndebourne l'any 2000. El 1989, Sir John Drummond el va nomenar director en cap de l'Orquestra Simfònica de la BBC (BBC SO). Durant el seu mandat, Davis va restaurar la tradició establerta per Malcolm Sargent que el director dirigís l'Última Nit dels Proms. Va dirigir les parts musicals dels funerals de Diana, Princesa de Gal·les, la Mare Teresa i de Sir Georg Solti. Davis va deixar la BBC SO com a director en cap el 2000 i va obtenir el títol de director emèrit.
Al maig de 1992, Davis va ser nomenat Comandant de l'Ordre de l'Imperi Britànic (CBE) i en el 1999 en la New Year Honours List va ser nomenat Knight Bachelor. El 2002 va dirigir el Prom en el Palau, en els jardins del Palau de Buckingham com a part de les celebracions pel Queen's Golden Jubilee.
Davis va ser nomenat director musical i director principal de l'Òpera Lírica de Chicago el 2000. El seu treball a Chicago inclou la seva primera interpretació de L'anell del nibelung el cicle de Richard Wagner, el 2005 i la primera producció a Chicago de l'òpera de Michael Tippett: The Midsummer Marriage. El seu contracte actual amb l'Òpera Lírica de Chicago va ser fins a la temporada 2020–2021.
El 2005 Davis fou nomenat Conseller Musical de l'Orquestra Simfònica de Pittsburgh, per a un període de tres anys. Però al setembre de 2006 anuncià que renunciava a aquesta posició. Fora dels EUA, el juny 2012, l'Orquestra Simfònica de Melbourne nomenà a Davis el seu director en cap, des de gener de 2013, amb un contracte inicial de 4 anys.
Davis va gravar per a diferents segells, incloent NMC Recordings, Teldec i Deutsche Grammophon. També va fer un aclamat l'enregistrament de l'òpera d'Harrison Birtwistle, La Màscara d'Orfeu. Especialitzat per igual en el repertori simfònic britànic contemporani i al món operístic, Andrew Davis és una de les figures més destacades de la direcció d'orquestra de la seva època, malgrat ser una miqueta desconegut per a molts aficionats tal vegada perquè el seu àmbit d'actuació es va centrar gairebé amb exclusivitat en l'entorn anglosaxó. Director molt eficaç i solvent, les seves interpretacions gaudeixen d'una intensa musicalitat i d'un alt grau de compromís que provoca entusiasmes infrangibles. Comunicatiu i de gest molt ampli, la seva tècnica de batuta és vigorosa i a vegades acompanya els seus dictats amb una gesticulació molt acusada i extravertida en el plànol facial, i amb enormes arquejos de tronc.
Segons l'opinió dels especialistes, Sir Andrew Davis va ser un dels millors traductors de la música d'Elgar, Delius, Vaughan Williams i, especialment, de Michael Tippett, incloent l'estrena britànica del seu treball La Màscara de Temps. encara que el seu repertori també abasta als grans autors simfònics de principis del segle xx amb major predilecció cap a la música eslava.
Davis residia amb la seva dona a Chicago. Va morir el 20 de febrer del 2024.

## Discografia parcial
- Brahms - Piano Concertos - Sir Andrew Davis/BBC Symphony Orchestra/Stephen Hough, 1998 Erato/Warner/EMI/Virgin
- Britten: The Young Person's Guide to the Orchestra, Bridge Variations, Four Sigui Interludes and Passacaglia - BBC Symphony Orchestra/Sir Andrew Davis, 1991 Teldec
- Delius: British Orchestral Works - BBC Symphony Orchestra/Sir Andrew Davis, 1993 Teldec
- Live from the BBC Proms 2007: Best of British - Delius & Tippett - BBC Symphony Orchestra/Sir Andrew Davis, Deutsche Grammophon
- Elgar: Enigma Variations, Serenade for Strings, Cockaigne Overture - BBC Symphony Orchestra/Sir Andrew Davis, 1991 Teldec
- Elgar: Symphony No. 1, Enigma Variations - Philharmonia Orchestra/Sir Andrew Davis, 2007 Decca
- Elgar: Orchestral Works - BBC Symphony Orchestra/Sir Andrew Davis, 2005 Warner
- Elgar: Falstaff - Bassoon Romanç - Froissart - Grania and Diarmid - BBC Symphony Orchestra/Graham Sheen/Sir Andrew Davis, 1998 Teldec
- Elgar: Enigma Variations, Op. 36, Pomp and Circumstance Marches Ens. 1-5, Op. 39 - Sir Andrew Davis/Philharmonia Orchestra, 1982 Sony
- Fauré: Rèquiem, Op. 48 - Duruflé: Rèquiem, Op. 9 - Sir Andrew Davis, 1977 Sony
- Haendel: Messiah - Sir Andrew Davis/Kathleen Battle/Florence Quivar/John Aler/Samuel Ramey/Toronto Symphony Orchestra, 1987 EMI
- Holst : The Planets & Egdon Heath - BBC Symphony Orchestra/Sir Andrew Davis, 1994 Teldec
- Liszt & Chopin: Piano Concertos No. 1 - Philharmonia Orchestra/Sir Andrew Davis/Yundi Li, 2006 Deutsche Grammophon
- Rachmaninov: Symphonic Dances - The Isle of the Dead - Royal Stockholm Philharmonic Orchestra/Sir Andrew Davis, 1997 Finlàndia
- Sibelius: Violin Concerto - Karelia Suite - Jennifer Pike/Sir Andrew Davis/Bergen Philharmonic Orchestra, 2014 Chandos
- Walton: Belshazzar's Feast - Vaughan Williams: Job - BBC Singers/BBC Symphony Orchestra/Bryn Terfel/Sir Andrew Davis, 1998 Teldec
- Vaughan Williams: Symphonies Ens 1 - 9 & Orchestral Works - Amanda Roocroft/Sir Andrew Davis/BBC Symphony Orchestra/Tasmin Little/Thomas Hampson, 2004 Warner
- Vaughan Williams: Symphony No. 6, The Lark Ascending, Fantasia on a Theme By Thomas Tallis - BBC Symphony Orchestra/Sir Andrew Davis/Tasmin Little, 1991 Teldec
- Nicole Cabell - Soprano - London Philharmonic Orchestra/Nicole Cabell/Sir Andrew Davis, 2007 Decca
- Last Night of the Proms - The 100th Season - Sir Andrew Davis/BBC Singers/BBC Symphony Chorus/BBC Symphony Orchestra/Bryn Terfel/Evelyn Glennie/Michael Davis, 2012 Warner/Teldec
- Best of British from the 2007 BBC Proms - BBC Symphony Orchestra/Christian Poltéra/Sir Andrew Davis, 2007 Deutsche Grammophon